# San Pablo (Nariño)
San Pablo es un municipio en el norte del departamento de Nariño, al sur de Colombia.
Entre cerros de magno esplendor, las aguas del río mayo recorren los campos, de un municipio ubicado al norte del Departamento de Nariño, San Pablo. [¿según quién?]

## Geografía
El municipio se encuentra en la vertiente norte del nudo de los Pastos, en la cordillera Centro-Oriental. Limita la norte con el municipio de Bolívar del departamento del Cauca, al sur con los municipios de Colón y La La Cruz, al oriente con el municipio de La Cruz y municipio de Bolívar (Cauca) y al occidente con el municipio de La Unión y Municipio de Florencia.

### Hidrografía
El Río Mayo, quebradas: Rio Blanquito, las Palmas, la Chorrera.

## División Político-Administrativa
Además de su Cabecera municipal. San Pablo tiene bajo su jurisdicción los centros poblados:
- Briceño
- Chilcal Alto
- La Cañada

## Historia
La población se origina en donación realizada por Miguel Suárez de Bolaños (sargento de las milicias reales) y su esposa Isabel Burbano de Lara a mediados del siglo XVIII para la construcción de una capilla doctrinera. Hasta 1852, San Pablo hizo parte del Distrito Parroquial de La Cruz, fecha en la cual la Cámara provincial de Popayán lo segregó creando el Distrito Parroquial de San Pablo en el Cantón de Bolívar. En 1855, el poblado de San Pablo fue constituido en cabecera del municipio o Distrito Parroquial, como parte del departamento del Cauca. En 1904, con la creación del departamento de Nariño (departamento), San Pablo queda perteneciendo al nuevo departamento hasta el año siguiente cuando al cambiar los límites de los departamentos, queda nuevamente en la jurisdicción del departamento del Cauca; en 1910 nuevamente pasa a ser parte de Nariño, cuya asamblea establece los límites territoriales de lo que lo que es actualmente (2010) el municipio de San Pablo.

## Economía
La principal fuente de trabajo es la agricultura y los principales cultivos son: el maíz(39.25 %), en segundo lugar aparece el café (37.26 %), plátano (13.5 %), fríjol (2.09 %), fique (2.93 %), yuca (2.52 %), mora (0.68 %), caña panelera (0.63 %), cultivo de arveja, tomate de mesa (0.21 %), cultivo de achira (0.58 %), cultivo de papa (0.21 %) y olloco (0.18 %). Existe también explotación pecuaria y piscícola.
Siendo la economía uno de los factores más importantes y determinantes en el desarrollo de un pueblo, vista esta como los recursos naturales que posee un territorio y el grupo de actividades que los individuos utilizan con el objetivo de sacarle provecho a esos recursos, puede decirse que la principal actividad económica de los sampableños, aunque no por eso la única, es el cultivo del café sobre todo en su zona baja que presenta clima templado, apto para cultivar frutales, plátano, tomate, yuca, arracacha, fríjol, caña de azúcar y para desarrollar la ganadería.
Hasta hace poco se hablaba de los inconvenientes geográficos que limitaban el provecho de la fertilidad de las tierras. Por ejemplo, la desarticulación en pequeñas fracciones hacía que ni siquiera se pudiera hablar del cultivo en minifundios. El desconocimiento de las normas técnicas agropecuarias y el alto costo de los insumos hacían también que no valga la pena la inversión en el campo.
Sin embargo, en la actualidad (2013) ya se está hablando de “seguridad alimentaria”, de programas que, originados desde el orden departamental y nacional, pretenden suministrarle al campesino moderno mínimos recursos para su autoabastecimiento y el de su familia, generándole además unos recursos extra que puede poner en el mercado si no se quiere darles un uso particular.
Desde el punto de vista social, en la comunidad sampableña, si se quiere hablar de clases sociales, pueden distinguirse a primera vista sólo dos: Por un lado está la clase media, conformada por los empleados de las distintas entidades, los dueños de algunos negocios y aquellas personas que, con lo que ganan, alcanzan a cubrir sus necesidades básicas y las de sus hogares; por el otro lado está la clase baja, compuesta de empleados departamentales y municipales con bajos salarios, los jornaleros, empleadas de servicio y desempleados, quienes no alcanzan a cubrir sus necesidades básicas y, por si fuera poco, sufren el fenómeno capitalista de la explotación laboral, tan común en Colombia.
Al hablar de una clase alta, la conformarían aquellas escasas personas que poseen extensiones de tierra de un tamaño considerable y que les generan buena renta; los propietarios de negocios de bastante demanda o cuya riqueza y comodidad la han adquirido mediante la explotación laboral, la usura y el sobrecosto de los productos y servicios que ofrecen al público local y foráneo.
Cambiando de tema, San Pablo es un pueblo que tiene un alto nivel educativo, de donde año a año salen muchos jóvenes bachilleres académicos y pedagógicos llenos de sueños e ilusiones que, con el tiempo, vuelven convertidos en unos profesionales, para aportar su granito de arena al desarrollo sostenible del municipio. Lo anterior gracias a dos egregias instituciones de altas calidades educativas.

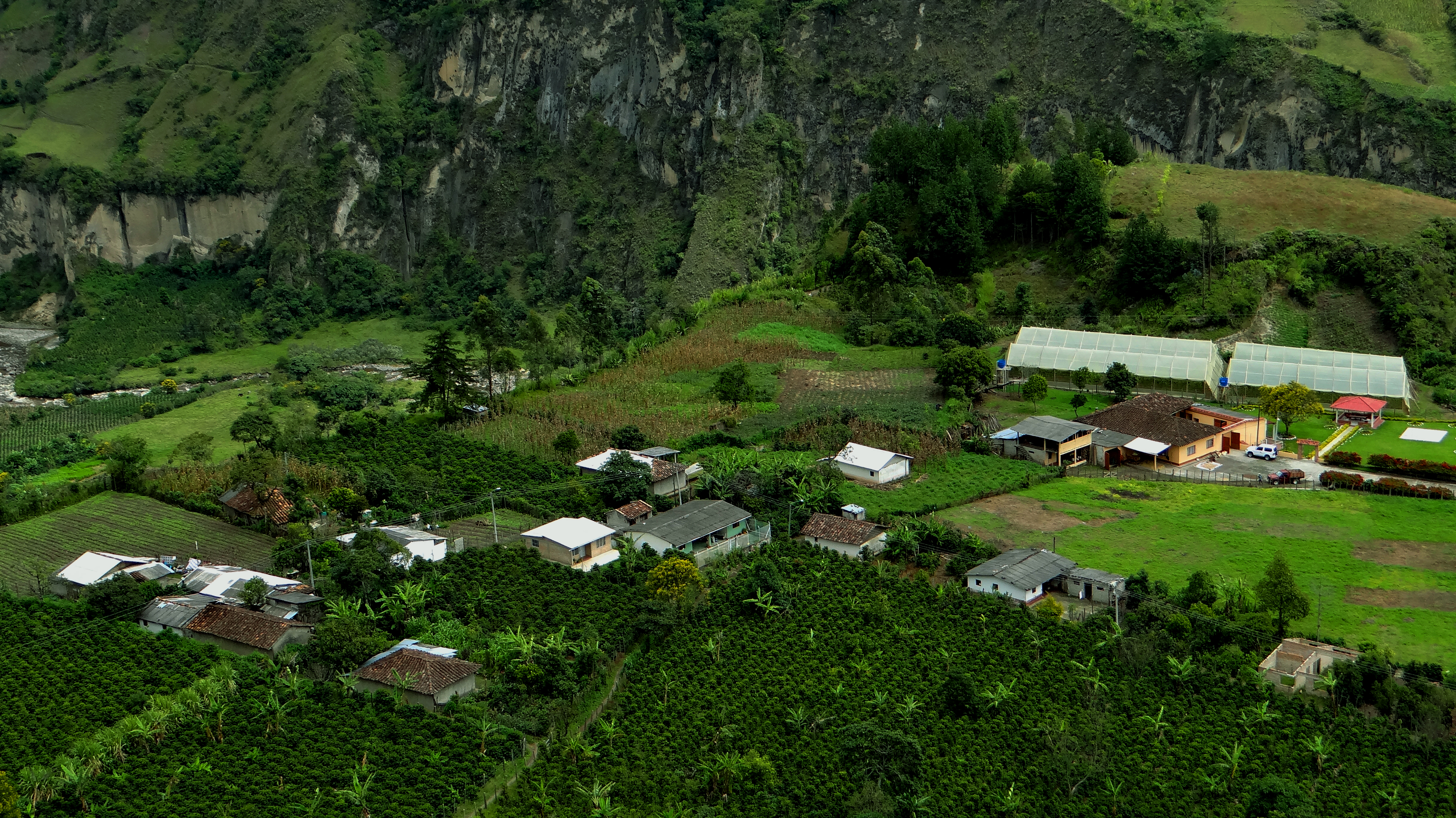
Finca cafetera, corregimiento de Briceño.

Primero se creó la Normal Sagrado Corazón de Jesús, que inició en el año 1909, con 6 hermanas Bethlemitas que impartían a las mujeres sampableñas un bien patrimonial que hasta entonces la sociedad colombiana machista de la época les había negado: El factor educación.
Años después con la creación del Colegio Nacional Antonio Nariño (hoy Institución Educativa Antonio Nariño) fundado en 1959, tiene para ofrecer los niveles básica primaria y secundaria, espacio que también agrupó el centro recreativo Antonio Nariño y el Estadio Municipal.
Es de mencionar el Hogar Infantil apoyado por Bienestar Familiar y 26 escuelas rurales, la educación se hizo más accesible, variada y fácil de impartir.
Hoy en día es numerosa la cantidad de jóvenes que, habiendo pasado por estas instituciones del conocimiento con buenas calificaciones, acceden a la educación superior en ciudades como Pasto, Popayán, Cali, Armenia, Pereira, Manizales e inclusive las mismas Duitama, Bogotá y Medellín y con el pasar de los años, diploma en mano, retornan con ánimo y nuevas energías para aportar su conocimiento y técnica al desarrollo sostenible de ese San Pablo que les vio nacer y crecer.

## Turismo
Cerro de La Campana

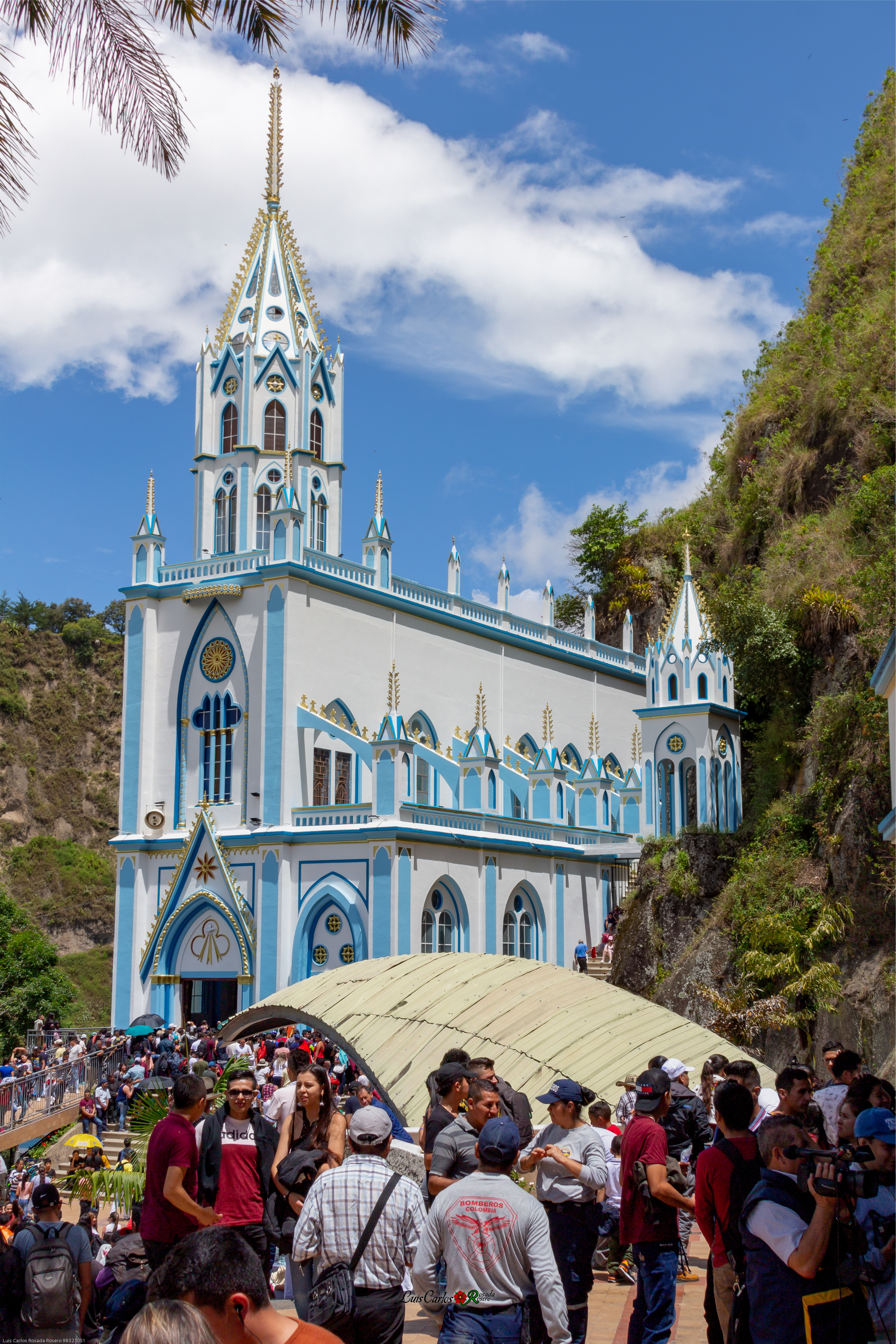

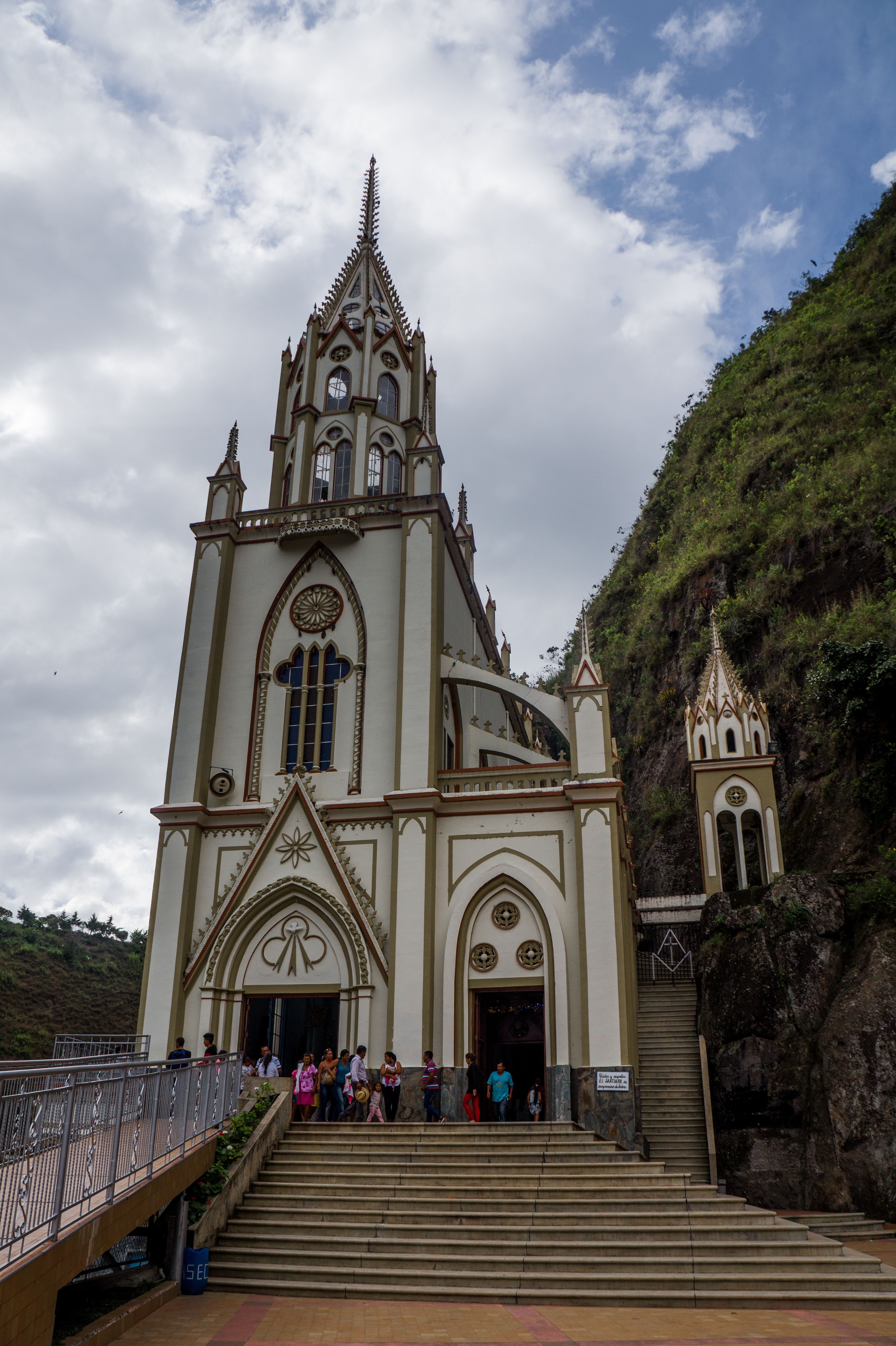
Templo de Nuestra Señora de la Playa.

Centro ambiental emblemático, ubicado a 3253 metros sobre el nivel del mar, su variedad paisajística, invita a realizar agradables caminatas atravesadas por nacimientos de agua, en su cima se puede apreciar la exuberante belleza del territorio nariñense y caucano, podrá disfrutar de un ambiente y un aire 100 % natural.
Santuario, Virgen de La Playa
El 6 de enero de 1911, sobre la vega del Río Mayo, en presencia de la religiosa Bethlemita, Rosa María Guerrero, se produjo el milagro de aparición de la virgen María junto al niño Jesús.
El majestuoso Santuario de la Virgen de la Playa, construcción gótica, enmarcada en pendientes escarpadas y atravesada por la riqueza del río mayo, cautiva la admiración de propios y visitantes.
En 2011 se cumplió cien años de aparición, miles de devotos participaron de la coronación canónica proclamada desde el Vaticano.
Mirador Cristo Rey
El Credo es un cerro ubicado a 15 minutos del centro poblado, en la cima reposa desde 1960 la escultura de 14 metros de Cristo redentor, adornado de un ambiente natural, se observa la afluencia del caudal de las aguas del río mayo, acompañado de la panorámica del municipio de San Pablo Nariño.
Parque Simón Bolívar
Presente desde inicios del siglo XX, reformado y reinaugurado en 2012, se constituye en un sitio ideal para encontrar tranquilidad y descanso; rodeado por el templo, San Pablo Apóstol, la Alcaldía Municipal, Hoteles, Bancos y carpas gastronómicas. Convirtiéndose en el corazón del centro urbano.
Su nombre se da en honor al libertador, quien transitaba por nuestro municipio en su paso hacia la capital de Nariño, en su memoria se construyó una estatua ecuestre de Simón Bolívar.
Represa Hidromayo
Fuente de energía para el municipio y el departamento, su imponente arquitectura, deslumbra la atención con el poder de nuestras aguas.
Ubicado en la vereda la Elvira, se ha convertido para San Pablo y poblaciones circunvecinas, desde 1969 en un lugar lleno de historia, aprendizaje y belleza natural, se constituye en el principal activo para Centrales Eléctricas de Nariño Cedenar.
Casa de Máquinas
Potente infraestructura para generar y controlar la trasformación de la energía hidráulica en eléctrica, ubicada en la vereda los Llanos, brinda a propios y turistas un turismo educativo.
Briceño
Centro poblado y corregimiento de San Pablo, ubicado a 20 minutos del casco urbano; su estilo colonial predomina en sus calles.
Su parque central es reconocido entre los mejores del departamento de Nariño, el templo parroquial San Antonio de Padua, un atractivo que alberga columnas, bases y cuspe, construidas en piedra tallada. Pinturas Quiteñas del artista Troya del siglo IXX y XX adornan el museo religioso en la casa cural.
Casa de la Cultura y Biblioteca Monseñor José Antonio Bolaños
En honor a un hombre, emprendedor y futurista Monseñor José Antonio Bolaños, la Biblioteca pública lleva su nombre, cuenta con sede propia ubicada a pocas cuadras del Palacio Municipal, sobre la calle 3.ª con carrera 2.ª.
Normal Superior Sagrado Corazón de Jesús
Institución Educativa fundada en 1909 por el cura párroco, Aquilino Zambrano, ubicada sobre la calle 4.ª con carrera 3.ª.
Reconocida por su valerosa historia que ha perdurado de una generación a otra, recordada por educar en sus inicios únicamente a la mujer Sampableña.
Su área ocupa la mayoría de una cuadra, adornada con jardines, aulas de informática avanzada, cachas de baloncesto y un coliseo que ofrece servicios para práctica deportiva como eventos culturales.
Institución educativa Antonio Nariño
Creado por la Asamblea Departamental de Nariño en 1958, ubicado sobre la calle 7.ª con carrera 5.ª.
Institución Educativa reconocida por su gran aporte al desarrollo intelectual de la juventud, apoyando el progreso constante reflejado hoy en día en la proyección que ha marcado para toda la comunidad del municipio de San Pablo y poblaciones vecinas.
Centro recreacional Antonio Nariño
Forma parte de la Institución Educativa Antonio Nariño, inaugurado en 1991, su amplio espacio permite un sano esparcimiento, contiene una piscina semiolímpica, con 1.40 metros de profundidad; además cuenta con canchas deportivas para baloncesto y voleibol, así como un salón de reuniones con pista de baile.

## Mitos y leyendas
Los mitos del municipio están centrados en historias que cuentan los abuelas sobre seres que habitan principalmente en la noche, donde se destaca la Viuda, El Guando, La Pata-sola, el Duende, el Auca, el Cazador.

## Virgen de la Playa
Ya en el siglo XX, con la resignación católica de que San Pablo sería definitivamente un municipio de Nariño, el padre Zambrano ocasionó otro hecho que dejaría huella eterna en la historia del municipio. Conociendo muy bien la labor que venían realizando las hermanas Bethlemitas, hizo la solicitud de que construyeran una nueva sede en San Pablo, petición que le fue cumplida en el año 1909, el 18 de noviembre. Fue esta comunidad la encargada de la educación y formación integral de la mujer sampableña de aquella época.
Como su primera superiora fue nombrada la madre Rosa María Guerrero, otro nombre que quedó y seguirá ligado para siempre al municipio de San Pablo y su historia: Fue ella quien, el 6 de enero de 1911 se encontraba rezando junto con otra bethlemita y oyó tres veces el sonido de una campanilla, al levantar la mirada ahí estaba clara la imagen de la Santísima Virgen con el Niño en brazos.

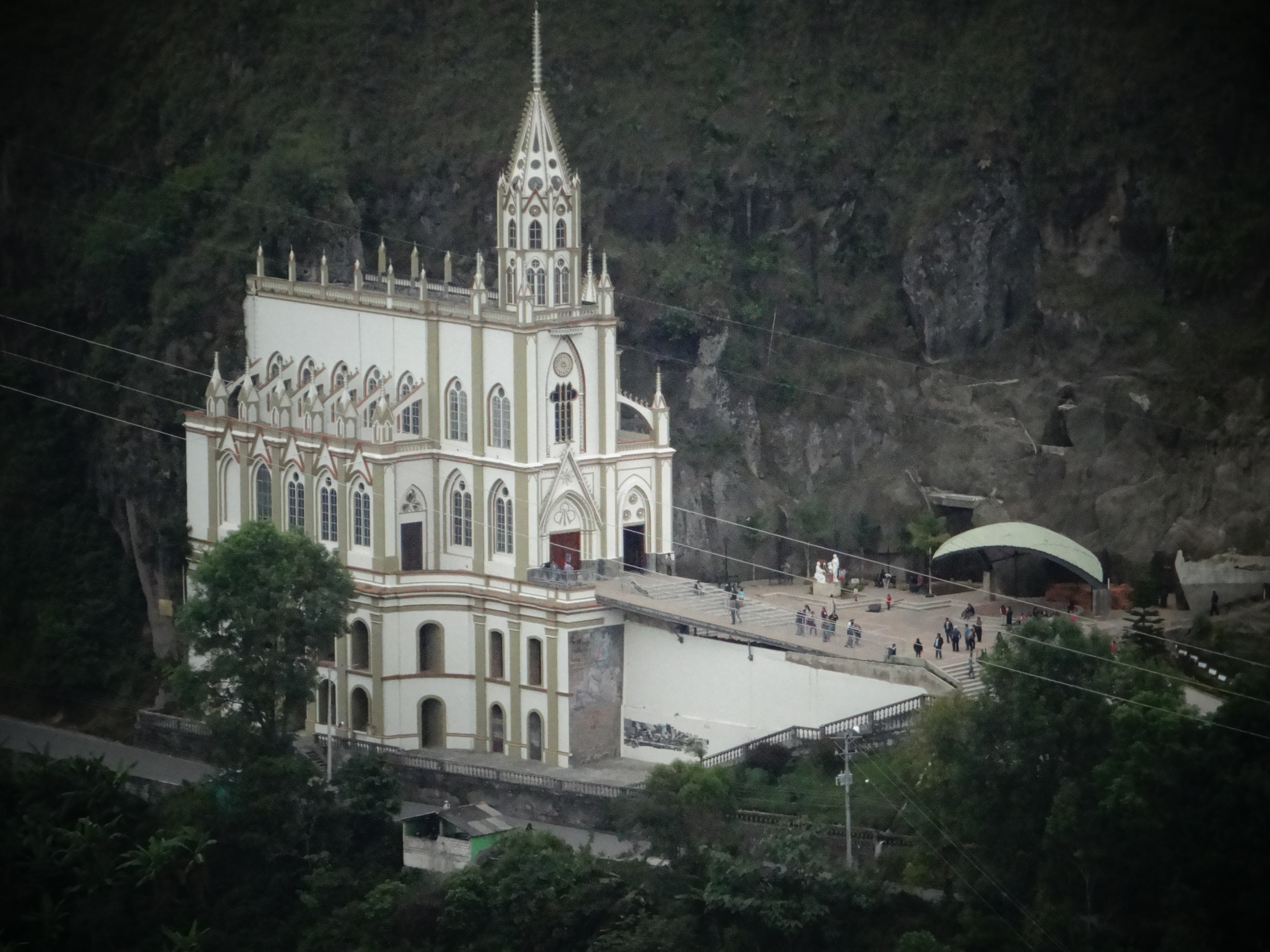
Santuario Virgen de la Playa.

Al ser notificado del hecho milagroso, el padre Aquilino Zambrano comunicóse con Manuel Antonio Arboleda, arzobispo de Popayán, quien nombró como Notario Eclesiástico al cura párroco de Florencia don Lorenzo Moncayo. La declaración le fue tomada a la madre superiora el 8 de febrero de 1911, haciendo las veces de secretario el notario público local, Primitivo Pabón. Tras el hecho fue aumentándose, día con día, el número de feligreses que acudían al lugar del milagro, cosa que hizo necesaria la construcción de una capilla para albergar a tanta gente.
El 25 de agosto de 1926, tras su visita al lugar, el arzobispo de Popayán Maximiliano Crespo negó en un primer momento la petición, sin embargo poco tiempo después mediante telegrama autorizó al padre Zambrano a iniciar la construcción de la capilla. El 24 de julio de 1927 se colocó la primera piedra de lo que hoy es el Santuario de Nuestra Señora la Virgen de La Playa, conocida y venerada por entonces como la Virgen de La Peña, a dos kilómetros de la cabecera municipal.
La construcción se continuó durante la regencia católica de los padres Guevara y Fontal, sucesores del padre Zambrano, y se terminó el 26 de mayo de 1952 con el padre José Antonio Bolaños a la cabeza, quien, posesionado en su cargo de párroco desde el 29 de marzo de 1940, puso todo de su parte, energías, entusiasmo y recursos, en dar por terminada la obra. Entre otras cosas, el padre Bolaños cambió el nombre de muchas veredas, como aquella donde está el santuario que pasó de llamarse La Peña a llamarse La Playa y rebautizando así a la santa que hoy conocemos como “La Virgen de La Playa”, patrona de los sampableños.

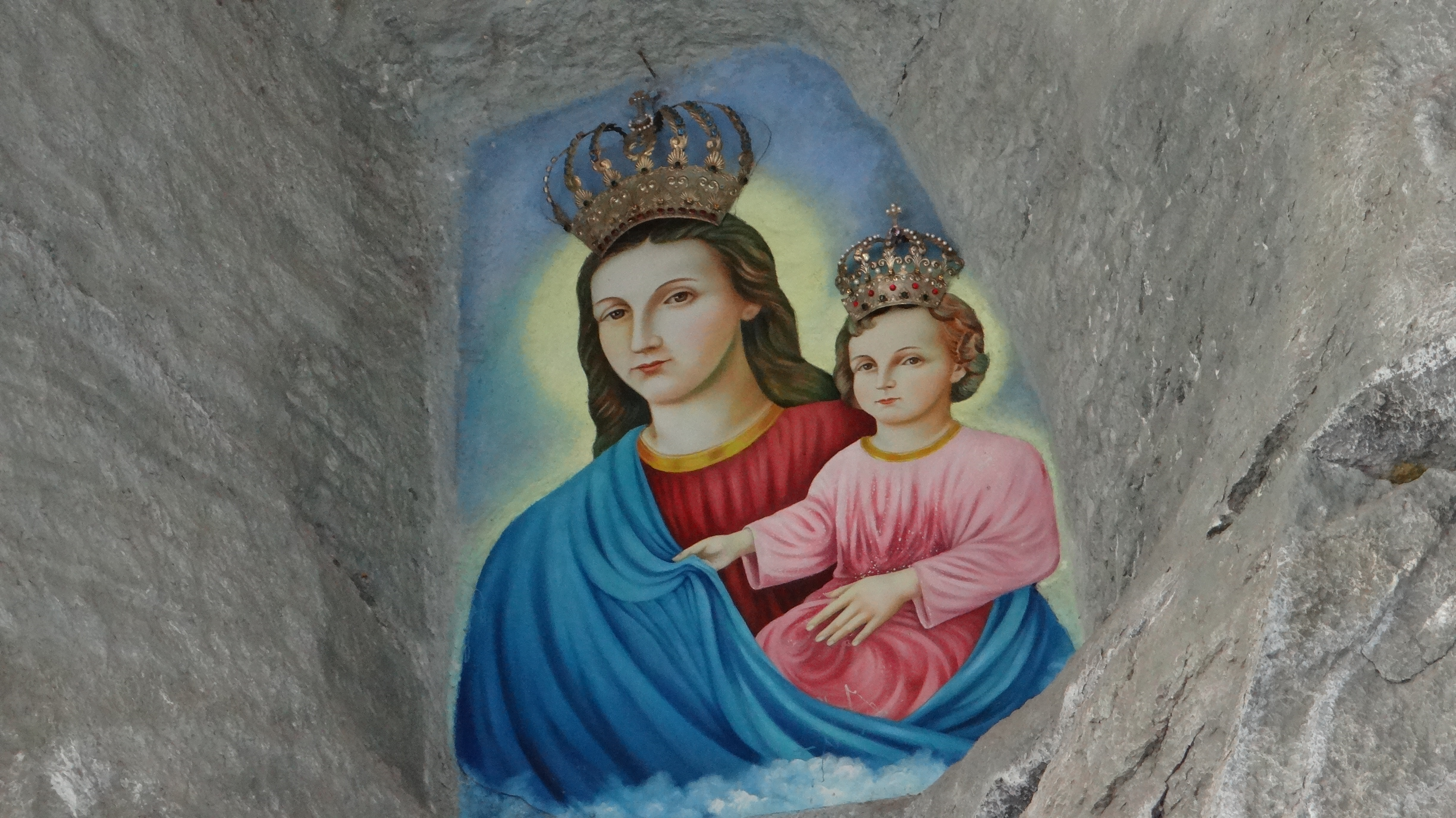
Imagen de la virgen de la Playa, dentro del Santuario

El tiempo y su acción fueron deteriorando la imagen original. Varios pintores de la época se dieron a la tarea de plasmar sus propias versiones originales basadas más que nada en creencias y conocimientos personales. Fue así como se conocieron las versiones de los pintores Azael Bolaños e Isaac Santacruz entre otros, cada una bella por sí misma, pero lejanas de la imagen pintada sobre la roca. Una de las imágenes más parecidas a la real fue la que hizo en 1949 el pintor Efraín Martínez después de muchos estudios de la imagen en la roca. Su obra permaneció por 10 años en la roca hasta que desapareció. Una copia de esta imagen, cedida en préstamo por el propio autor, reposa en la Arquidiócesis de Popayán desde tiempos de Monseñor Diego María Gómez.
La edificación tardó 25 años en construirse, posteriormente se fueron realizando adecuaciones como la construcción de la plazoleta por parte de los padres Edmundo España y Efrén Ojeda, entregada en año 2011, en la conmemoración de los 100 años de aparición de la Virgen; en 2014 el Sacerdote José Luis Ortiz entregó la construcción del Lamparario.
La imagen que hoy adorna el santuario está basada en una copia fotográfica del cuadro de Isaac Santacruz, con unas adaptaciones hechas por el mismo pintor Patuso Santacruz. Ahí aparece la Virgen de medio cuerpo con el Niño en brazos, pero sin mirar hacia el abismo y sin el rosario como en la pintura original. Esta decisión se tomó durante la vigencia del padre Francisco Mora, terminando la década de 1960, la determinación se realizó en cuanto la imagen primaria ya no era visible.  
La patrona de los Sampableños fue coronada por las autoridades eclesiásticas, el día 16 de junio del año 2001, lo que se considera un hecho histórico para San Pablo y toda la comunidad religiosa, la coronación canónica estuvo con el aval desde el vaticano.
En épocas presentes se realizaron adecuaciones como son:  la construcción de la plazoleta por parte de los padres Edmundo España y Efrén Ojeda, entregada en el año 2011, durante la conmemoración de los 100 años de aparición de la Virgen, esta obra permitió ampliar el espacio del santuario, adicional se construyó una concha con el fin de ofrecer descanso en la parte de afuera al santuario; en el 2014 el Sacerdote José Luis Ortiz entregó la construcción del Lamparario, espacio dedicado para albergar velas que llevan los peregrinos.
Dentro de los aspectos culturales y religiosos debe destacarse el Santuario de la Virgen de la Playa, cuya imagen es venerada por miles de devotos. La patrona de los Sampableños fue coronada por las autoridades eclesiásticas, el 16 de junio de 2001, lo que se considera un hecho histórico para San Pablo y toda la comunidad religiosa.

## Central hidroeléctrica Río Mayo
Se encuentra ubicada en el municipio de San Pablo, al norte del departamento de Nariño, con latitud norte 1° 38′ y longitud 76° 56′ a 130 km de la ciudad de Pasto, es alimentada por la subcuenca del río Mayo, que forma parte de la cuenca del río Patía hacia el océano Pacífico. La central hidroeléctrica Río Mayo inicia su construcción en el año 1961 con el estudio y diseño de la central con una capacidad de 21 MW, es así como en el año de 1963 se adjudica a la firma Sybetra de Bélgica el suministro y financiación de los equipos, para que en el año de 1967 la firma Sade inicia la construcción de la línea 115 kV, Río Mayo – Pasto, Río Mayo – Popayán, que forman parte del sistema interconectado nacional, finalmente la central es puesta en servicio en el año de 1969 por la firma Sybetra, con una subestación de 115 kV. Actualmente se encuentra en funcionamiento constituyéndose en el principal activo de generación de Centrales Eléctrica de Nariño Cedenar S.A E.S.P.

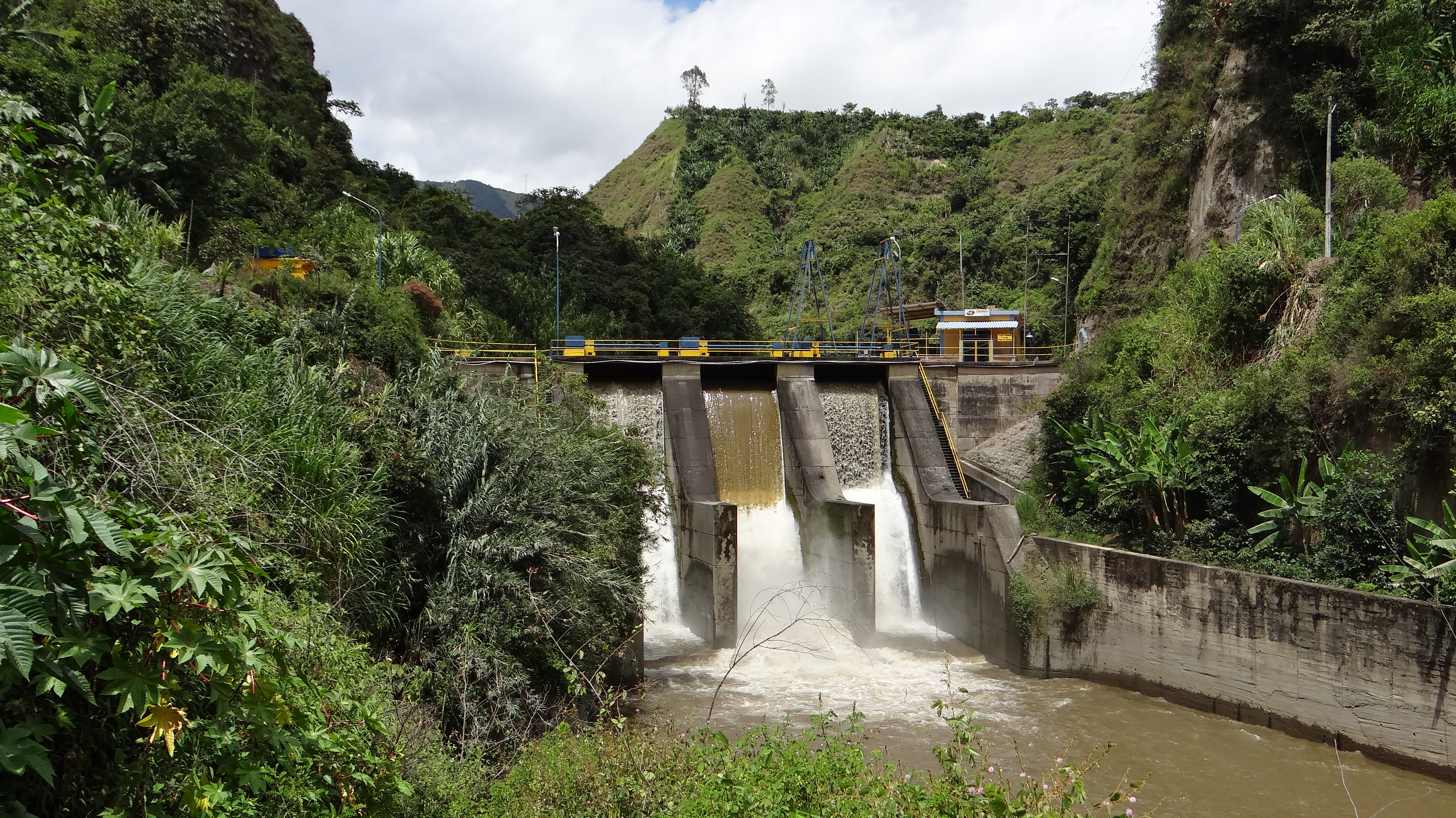
Represa del Río Mayo.

Casa de máquinas consta de tres turbinas de reacción tipo Francis de 7.0 MW, con caudal de 4.112 litros/segundo, caída neta de 204 m y una presión de operación de 21 kg/cm². La turbina se encuentra acoplada axialmente por su eje a un generador síncrono de 6.6 kV – 8.750 kVA, el voltaje generado es transformado en un banco de trasformadores monofásico elevador de 6.6 kV a 115 kV.
En 1987 se caracterizó por un intenso verano que afectó la generación hidráulica especialmente Río Mayo y Sapuyes en donde se registró una disminución considerable de energía generada y se realizaron ampliaciones a nivel de 115 kV y 34.5 kV en las subestaciones Catambuco, Pasto, Río Mayo y Nariño, eliminando problemas de sobrecarga existentes.

## Cerro de la Campana
Centro ambiental emblemático, ubicado a 3253 m s. n. m., su variedad paisajística, invita a realizar agradables caminatas atravesadas por nacimientos de agua, en su cima se puede apreciar la exuberante belleza del territorio nariñense y caucano, podrá disfrutar de un ambiente y un aire 100 % natural.

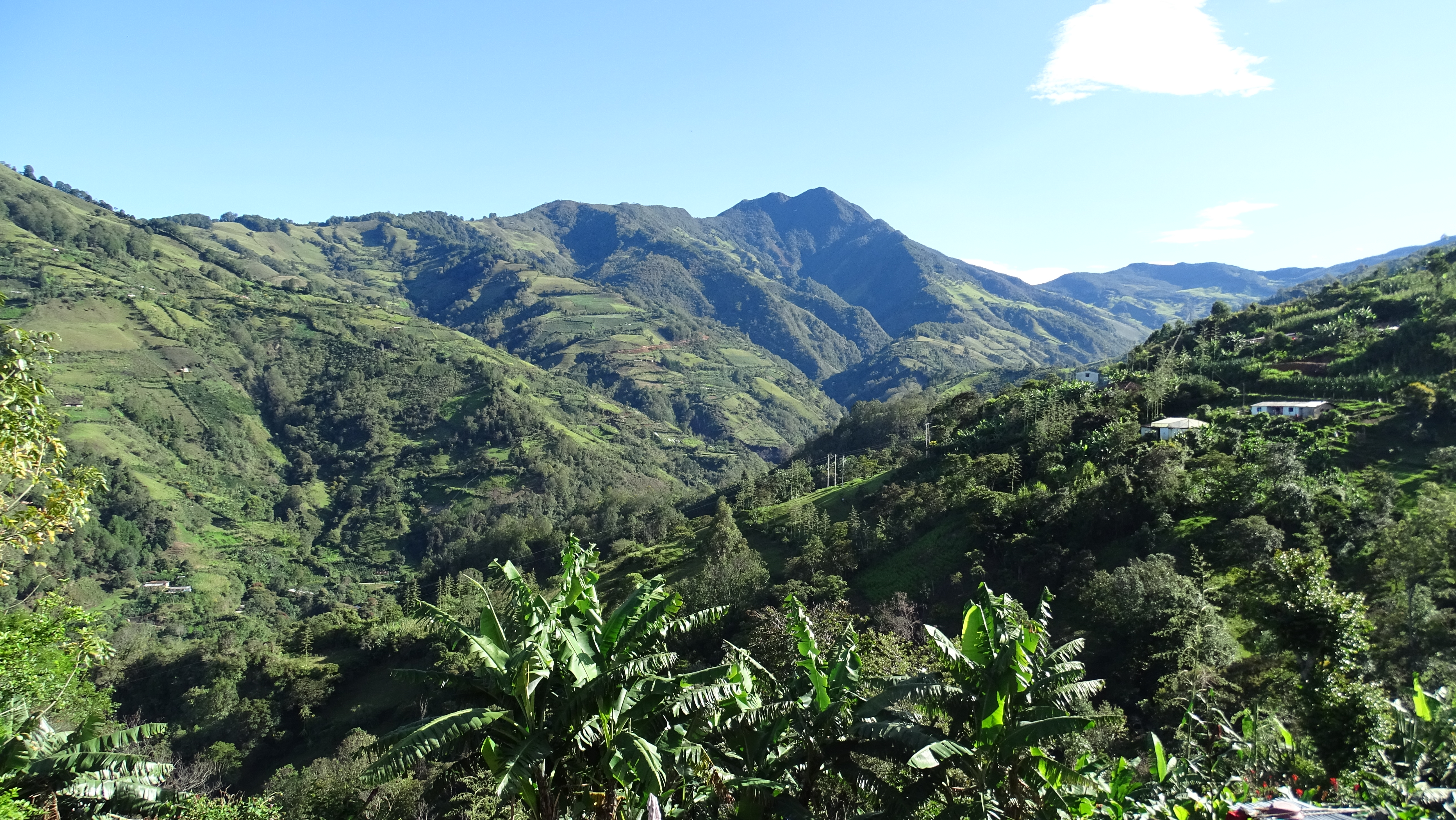
Cerro de la Campana - San Pablo Nariño.

## Mirador Cristo rey
La estatua de Cristo Rey se encuentra ubicada en la cima del cerro de nombre el  Credo, vereda de Vega Quita, ubicado a 15 minutos del centro poblado, la obra fue construida en los años de 1958 -1959.
La  escultura de Cristo Redentor  tiene una altura de 14 metros, adornado de un ambiente natural, es un centro de visita de donde se observa la afluencia del caudal de las aguas del río Mayo, acompañado de la panorámica del municipio de San Pablo Nariño. 
El autor de la escultura fue el escultor Nariñense Maximiliano Vallejo, quien también fue el creador de la Samaritana ubicada en el Santuario de la Virgen de la Playa, como también de la estatua ecuestre de Simón Bolívar presente en el centro del Parque Simón Bolívar.
La persona que promovió la creación de Cristo Rey fue el Señor Sampableño Jesús Días, amigo del escultor Vallejo, además era el dueño del terreno donde está el cerro, se había imaginado contar con una imagen guardián del pueblo, por cuanto trabajó esta lograr su idea.   
La obra es un referente de identidad para el municipio, fácilmente se puede observar desde gran parte cercana al centro urbano del municipio, se ha convertido en un referente turístico visitada por propias y visitantes al estar acompañada de un entorno natural.

Para llegar al sitio es necesario tomar la vía que de San Pablo conduce al municipio de Colón Génova, en la vereda Vega Quita se debe tomar un camino que tarda unos 15 minutos en llegar.

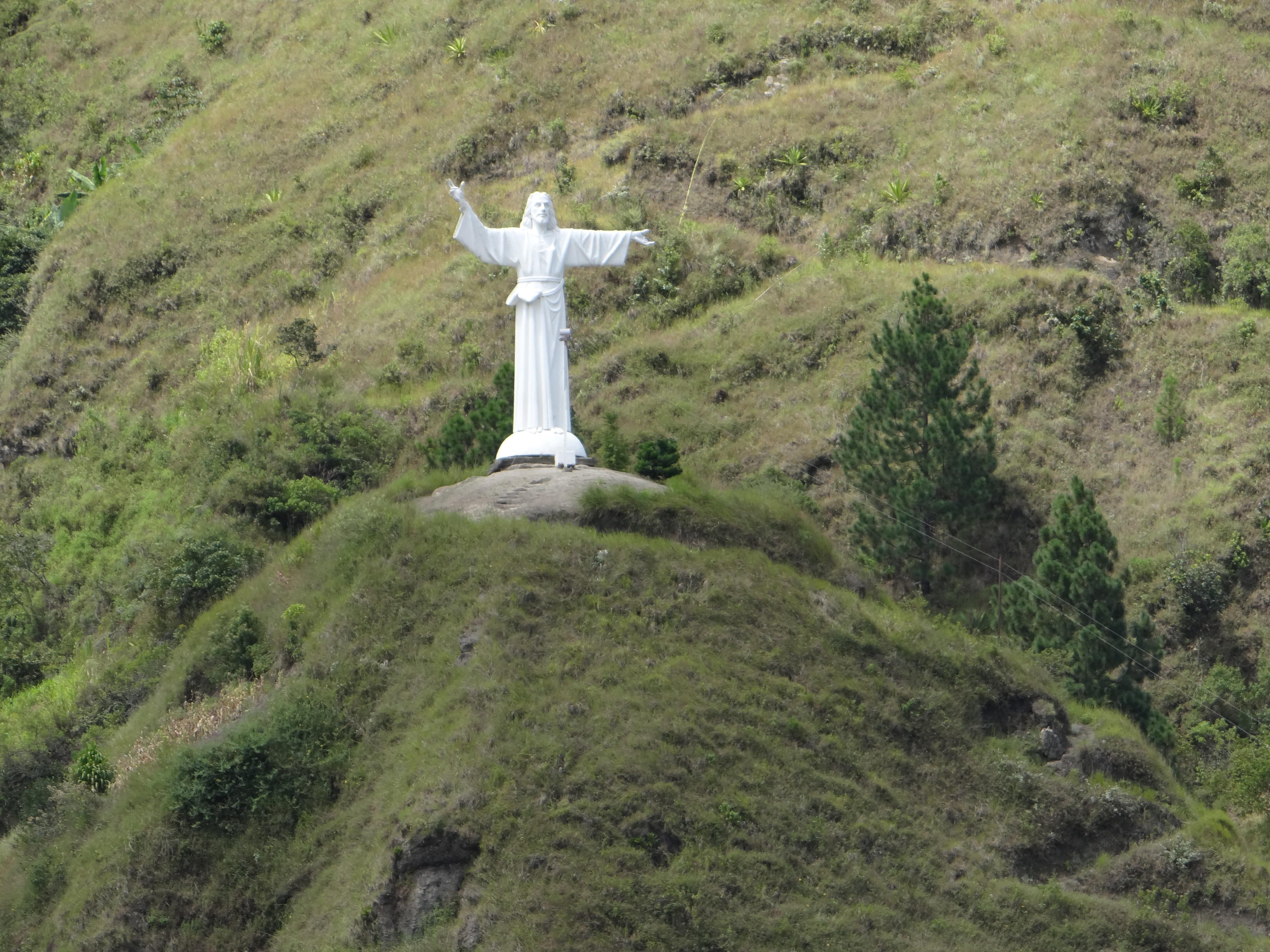
Cristo Rey.